# Green Mountains
Las Green Mountains son una cordillera en el estado de Vermont de los Estados Unidos. La cordillera se extiende aproximadamente 400 km. 

## Geología y fisiografía
Las Green Mountains son una sección de la provincia de Nueva Inglaterra, a su vez parte de la región fisiográfica de los Apalaches, una cordillera que se extiende desde Quebec en el norte hasta Georgia en el sur.
Las Green Mountains tienen cinco picos por encima de los 1200 m. Tres de éstos (Monte Mansfield, Camel's Hump y Monte Abraham) mantienen vegetación alpina. Mansfield, Killingto y Ellen tienen estaciones de esquí de descenso en sus laderas. Todos los picos principales son atravesados por el Long Trail, un camino de montaña virgen que va desde la frontera del sur hasta la frontera del norte del estado y une el sendero de los Apalaches durante aproximadamente 1⁄3 de su longitud.
Aunque, como se menciona más arriba, varios de los picos tienen vegetación alpina, también se debe señalar que las Green Mountains, especialmente las secciones del norte, mantienen un denso bosque boreal entre aproximadamente 900-1050m y el límite de la vegetación arbórea. Este bosque está particularmente muy arraigado en las Green Mountains y durante todos los meses de invierno se curte con rigurosas temperaturas, nieve y vientos que destruirán otras especies. En otras palabras, mucho del «verde» en las Green Mountains es debido a este bosque boreal.

## Cumbres
Las montañas más significativas en la cordillera incluyen:
- Monte Mansfield, 1.339 m, el punto más alto de Vermont
- Pico Killington, 1.292 m
- Monte Ellen, 1.245 m
- Camel's Hump, 1.244 m
- Pico Pico, 1.197,86 m[2]
- Monte Cleveland, 1.067 m
- Monte Roosevelt, 1.091 m
- Monte Wilson, 1.144 m
- Montaña Glastenbury, 1,142 m
- Pico Jay, 1.176 m Recibe la mayor cantidad de nevadas de media en los Estados Unidos del este[3][4]

## Aspectos culturales
La República de Vermont, también conocida menos formalmente como la Green Mountain Republic, existió de 1777 a 1791, momento en el que Vermont se convirtió en el 14.º estado.
Vermont no sólo toma su apodo de estado («The Green Mountain State») de las montañas, también debe su nombre a ellas. Las palabras francesas Verts Monts se traducen literalmente como Montañas Verdes. Este nombre fue sugerido en 1777 por el Dr. Thomas Young, un revolucionario americano y participante del motín del té. La Universidad de Vermont y el College Agrícola Estatal, originariamente llamada «la Universidad de las Green Mountains», es referida como UVM (por las palabras latinas Universitas Viridis Montis).  